# César Bosco Vivas Robelo
César Bosco Vivas Robelo (Masaya, Nicarágua, 14 de novembro de 1941 - Manágua, 23 de junho de 2020) foi um ministro católico romano e bispo de León en Nicarágua.
César Bosco Vivas Robelo estudou filosofia e teologia no Seminário Interdiocesano da Nicarágua e na Pontifícia Universidade Gregoriana de Roma. Ele recebeu em 17 de maio de 1970 pelo Papa Paulo VI, na Basílica de São Pedro o Sacramento da Ordem para a Arquidiocese de Manágua. Em 1971 foi nomeado pároco na paróquia de La Purísima e depois vigário geral da Arquidiocese de Manágua.
Em 8 de outubro de 1981, o Papa João Paulo II o nomeou Bispo Titular de Mididi e o nomeou Bispo Auxiliar de Manágua. O Arcebispo de Manágua, Dom Miguel Obando Bravo SDB, o consagrou em 21 de novembro do mesmo ano; Co-consagrantes foram o Bispo de Estelí, Rubén López Ardón, e o Bispo Emérito de León na Nicarágua, Julián Luis Barni Spotti OFM.
Em 2 de abril de 1991, o Papa João Paulo II o nomeou Bispo de León na Nicarágua.
Em 1989 tornou-se secretário da Conferência Episcopal da Nicarágua (“Conferencia Episcopal de Nic”). Foi Presidente da Conferência Episcopal de 1991 a 1993, 1997 a 1999 e 2005 e de 1999 a 2002 e desde 2011 Vice-Presidente. Em 1992 tornou-se também Secretário Geral do Segundo Conselho Provincial da Nicarágua. Ele iniciou o reconhecimento da Catedral de León como Patrimônio Mundial da UNESCO.
O Papa Francisco aceitou sua aposentadoria em 29 de junho de 2019. Ele morreu em junho de 2020 aos 79 anos, provavelmente como resultado da doença COVID-19.